# Lista de equipes campeãs nacionais invictas
Este artigo traz uma Lista com todas as equipes que foram campeãs dos Campeonatos Nacionais de maneira invicta.

## Basquetebol

### NBA
Até hoje, nenhuma franquia sagrou-se campeã invicta (vencendo todos os jogos da fase dos playoffs). A equipe que chegou mais perto foi o Golden State Warriors, na temporada de 2016–17, que chegou invicta à final contra os Cavaliers, depois de varrer Blazers, Jazz e Spurs, respectivamente.
Mais do que isso, eles abriram 3x0 na finalíssima (113×91; 132×113; 118×113), e se ganhassem o próximo jogo, seriam campeões invictos. Porém, não foi o que aconteceu, pois Cleveland venceu o jogo 4 por 137 a 116, forçando o 5° jogo (que consagrou o títulos dos Warriors, por 129 a 120) e quebrando a invencibilidade dos Warriors nos playoffs.

## Futebol Americano

### NFL
Na história da NFL, apenas uma franquia conseguiu sagrar-se campeã de forma invicta: Trata-se do Miami Dolphins, que na temporada de 1972, venceu todos os dezessete jogos que disputou naquele ano (incluindo o Super Bowl VII).

## Futebol

### Campeonatos Nacionais da África
No continente africano, apenas 1 equipe sagrou-se campeão nacional de maneira invicta. Trata-se do Al-Ahly, do Egito, que na temporada 2004-05, terminou o torneio com 24 vitórias e 2 empates. Mais do que isso, ele também conquistou, de maneira invicta, a Copa do Egito, a Supercopa do Egito e a Liga dos Campeões da África.

### Campeonatos Nacionais da América do Sul
Argentina
O Racing Club foi campeão nacional invicto 5 vezes em 1914, 1915, 1918, 1919 e 1925, e o Boca Juniors 5 vezes em 1919, 1924, 1926, 1998 e 2011. Ambas são as equipes argentinas com mais temporadas invictas. O San Lorenzo foi o primeiro campeão da Era Profissional em 1968. 
Lista em ordem cronológico, em itálico os campeonatos da Era Amadora. 
1. 1893 - Lomas Athletic: 7V, 1E
2. 1984 - Lomas Athletic: 8V, 2E
3. 1895 - Lomas Athletic: 8V, 2E
4. 1898 - Lomas Athletic: 8V, 4E
5. 1899 - Belgrano Athletic: 5V, 1E
6. 1900 - English High School: 5V, 1E
7. 1901 - Alumni: 6V
8. 1902 - Alumni: 7V, 1E
9. 1904 - Belgrano Athletic: 9V, 1E
10. 1907 - Alumni: 17V, 3E
11. 1914 FAF - Porteño: 10V, 4E
12. 1914 AAF - Racing Club: 11V, 1E
13. 1915 - Racing Club: 22V, 2E
14. 1918 - Racing Club: 17V, 2E
15. 1919 AAmF - Racing Club: 13V
16. 1919 AAF - Boca Juniors: 12V, 1E
17. 1924 AAF - Boca Juniors: 18V, 1E
18. 1925 AAmF - Racing Club: 15V, 9E
19. 1926 AAF - Boca Juniors: 15V, 2E
20. 1926 AAmF - Independiente: 21V, 4E
21. 1968 Metropolitano - San Lorenzo: 16V, 8E
22. 1972 Nacional - San Lorenzo: 11V, 3E
23. 1982 Nacional - Ferro Carril Oeste: 16V, 6E
24. 1994 Apertura - River Plate: 12V, 7E
25. 1998 Apertura - Boca Juniors: 13V, 6E
26. 2011 Apertura - Boca Juniors: 12V, 7E

#### Brasil
No futebol brasileiro, apenas 5 equipes conseguiram a façanha de serem campeãs do Campeonato Brasileiro de maneira invicta. São elas: Sport Club Internacional (na Série A em 1979), Vila Nova Futebol Clube (na Série C de 1996), Sampaio Corrêa Futebol Clube (na série C de 1997 e também da série D de 2012), Volta Redonda (Série D em 2016) e o Ferroviário Atlético Clube (Série D em 2023). Porém, em 2010, a CBF decidiu reconhecer a Taça Brasil e a Taça de Prata como campeonatos nacionais. Assim, a partir dessa unificação, o Internacional, Vila Nova, Sampaio Corrêa, Volta Redonda e o Ferroviário deixaram de ser os únicos campeões invictos, já que, segundo um levantamento da Revista ESPN, o Palmeiras em 1960, o Santos nos anos de 1963, 64 e 65, e o Cruzeiro, campeão em 1966, se juntaram ao seleto grupo dos campeões brasileiros que não foram derrotados.
Uma curiosidade aqui fica por conta da participação do Atlético-MG em 1977, que terminou o Brasileirão daquele ano sem derrota (17 triunfos e quatro empates em 21 jogos), mas terminou com o vice-campeonato, perdendo o título na final para o São Paulo.

#### Uruguai
O Nacional, de Montevidéu, foi o único campeão nacional invicto da história do futebol uruguaio, com 20 vitórias em 20 jogos no ano de 1941.

### Campeonatos Nacionais da Ásia

#### Arabia Saudita
- Al-Hilal FC - temporada 2010-11: 19 vitórias e 7 empates.[7]

### Campeonatos Nacionais Europeus
Na Europa, até hoje, apenas em 46 oportunidades houve campeões nacionais invictos.

#### Alemanha
- 1942–43 - O Dresdner SC, 23 vitórias em 23 jogos.[8]
- 2023–24 - O Bayer Leverkusen, 28 vitórias, 6 empates em 34 jogos.

#### Áustria
- 1912/13 Rapid Viena 15-3-0[9]
- 1934/35 Rapid Viena 18-4-0[9]
- 1958/59 Wiener Sport-Club 20-6-0[9]

#### Bélgica
- 1905/06 U.Saint-Gilloise 15-3-0[9]
- 1907/08 Racing de Bruxelas 17-1-0[9]
- 1908/09 U.Saint-Gilloise 19-3-0[9]
- 1933/34 U.Saint-Gilloise 17-9-0[9]

#### Bulgária
- 1948/49 Levski Sófia: 15-3-0[9]
- 1958 CSKA Sófia: 7-4-0[9]
- 2007/08 CSKA Sófia: 24-6-0[9]

#### Dinamarca
- 1929/30 Boldklubben 1893 8-1-0[9]
- 1930/31 Boldklubben Frem 8-1-0[9]
- 1931/32 Kjºbenhavns Boldklub 9-0-0[9]

#### Escócia
- 1897/98 Celtic 15-3-0[9]
- 1898/99 Rangers 18-0-0[9]
- 2016/17 Celtic 34-4-0[9]
- 2020/21 Rangers 32-6-0[9]

#### Espanha
- 1929/30 Athletic Bilbau 12-6-0[9]
- 1931/32 Real Madrid 10-8-0[9]

#### Grécia
- 1963/64 Panathinaikos 24-6-0[9]

#### Holanda
- 1994/95 Ajax 27-7-0[9]

#### Hungria
- 1931–32 - O Ferencváros, venceu todos os 22 jogos do Campeonato Húngaro daquela temporada.[10]

#### Inglaterra
Na Inglaterra, apenas 2 equipes conseguiram sagrar-se campeãs nacionais de maneira invicta.
- Preston North End - Na temporada de 1888-89, a equipe terminou o torneio com 18 vitórias e 4 empates.
- Arsenal - na temporada 2003-04, que fez uma campanha de 26 vitórias e 12 empates, terminando o torneio com 90 pontos.[11]

#### Israel
- 1953/54 Maccabi Telavive: 16-6-0[9]
- 1957/58 Maccabi Telavive: 13-9-0[9]
- 1958/59 Hapoel Petah Tikva: 13-9-0[9]
- 1993/94 Maccabi Haifa: 28-11-0[9]

#### Itália
- 1991/92 AC Milan 22-12-0[9]
- 2011/12 Juventus 23-15-0[9]

#### Noruega
- 2010 - o Rosenborg BK foi o primeiro campeão norueguês invicto, com 19 vitórias e 11 empates.[12]

#### Portugal
- 1972/73 Benfica 28-2-0[9]
- 2010/11 FC Porto 27-3-0[9]
- 2012/13 FC Porto 24-6-0[9]

#### República Checa
- 1927 Sparta Praga 6-1-0[9]
- 1929/30 Slavia Praga 14-0-0[9]
- 1943/44 Sparta Praga 22-4-0[9]
- 2009/10 Sparta Praga 16-14-0[9]

#### Romênia
- 1986/87 Steaua Bucareste 25-9-0[9]
- 1987/88 Steaua Bucareste 30-4-0[9]
- 1988/89 Steaua Bucareste 31-3-0[9]
- 1991/92 Dínamo Bucareste 21-13-0[9]

#### Suíça
- 1939/40 Servette 19-3-0[9]

#### Turquia
- 1991/92 Besiktas 23-7-0[9]

#### Ucrânia
- 1999/00 Dínamo Kiev 27-3-0[9]
- 2001/02 Shakhtar Donetsk 20-6-0[9]
- 2006/07 Dínamo Kiev 22-8-0[9]

### Na Trave - Equipes que terminaram o torneio nacional invictas, mas que não foram campeãs
Esta parte do artigo traz uma lista de equipes que terminaram o torneio nacional invicto, porém não se sagraram campeãs.
- Atlético-MG - em 1977, a equipe mineira terminou o Brasileirão invicta, mas com o vice-campeonato. A equipe terminou com 9 pontos a frente do campeão, o São Paulo FC. Foram 21 partidas, dezessete vitórias e quatro empates.
- Benfica - Na temporada 1977–78, os encarnados terminaram o campeonato invicto, mas perderam o campeonato para o Porto, que teve uma derrota na temporada.[13]
- Perugia - Na temporada 1978-79, o Perugia ficou com o vice-campeonato italiano sem perder, com 11 vitórias e 19 empates. O time que foi campeão foi o Milan.[14]
- Galatasaray - na temporada 1985–86, a equipe terminou invicta, e com a mesma pontuação do campeão, Beşiktaş J.K., que sagrou-se campeão por conta do saldo de gols.